# 海雀级快速扫雷舰
海雀级快速扫雷舰是美国于第二次世界大战期间开发的一种快速扫雷舰。在二战时是美国海军与英国海军的主力扫雷舰，共建造了95艘。其中20艘根据《租借法案》移交给英国。英国皇家海军将海雀级命名为“凯瑟琳”级，其舷号以字母“J”开头。移交给英国的20艘中，有3艘沉没，剩余17艘则是在战后归还美国。 根据统计，二战中一共有11艘海雀级沉没，其中6艘是在交战中被击沉的，其中就包括被德国潜艇U-593用鱼雷击沉的USS Skill。
中华民国海军在二战后曾接收过四艘海雀级快速扫雷舰，並命名為“關字”级掃雷艦，第一艘為劍門號(編號45，後於八六海戰中與江字級獵潛艦章江號被解放軍海軍魚雷艇擊沈)，第二艘為武勝號(編號66→866)，第三艘為居庸號(編號67→867)，第四艘為平靖號(編號70→870)。